# دانشگاه کوچ
دانشگاه کوچ یک دانشگاه خصوصی غیرانتفاعی در شهر استانبول است که در سال ۱۹۹۳ تأسیس شد. از زمان تأسیس، دانشگاه کوچ به یکی از دانشگاه‌های پیشرو در ترکیه تبدیل شده‌است و آموزش در سطح جهانی ارائه می‌دهد. دانشگاه کوچ به تعهد در برتری و برنامه‌های رفاهی آن معروف است که موجب جذب استادان بین‌المللی معتبر ازسراسر جهان شده‌است. هیئت علمی این دانشگاه، شامل محققان برجسته ترکیه و دکترا می‌باشد که از موسسات تحقیقاتی نخبگان از سراسر جهان جذب شده‌اند و مورد توجه بسیاری از دانشجویان خارجی علاقمند به تحصیل در ترکیه است. دانشگاه کوچ دارای ۶۲۱۶ دانشجو می‌باشد و ۲۲ برنامه کارشناسی، ۳۲ برنامه کارشناسی ارشد و ۲۹ برنامه دکترا ارائه می‌دهد. مأموریت تحقیقاتی دانشگاه کوچ کمک به نهاد جهانی دانش و تأثیرگذاری بر تحولات فکری، فناوری، اقتصادی و اجتماعی در مقیاس جهانی است. اعضای هیئت علمی به صورت جداگانه و در تیم‌های بین رشته‌ای طراحی شده استراتژیک در زمینه‌های خود مشارکت می‌کنند. مأموریت پژوهشی دانشگاه کوچ تمرکز بر ضرورت مشارکت در دانش جهانی و تأثیرگذاری بر تحولات فکری، تکنولوژیکی، اقتصادی و اجتماعی در مقیاس جهانی است. در ۲۵ سال گذشته، دانشگاه کوچ رکورد قابل توجهی در تحقیقات داشته‌است.

## رتبه‌بندی
بر اساس رتبه‌بندی دانشگاه‌های جهان در آموزش عالی توسط موسسهٔ تایمز در سال ۲۰۲۲، دانشگاه کوچ در رتبه ۵۰۱–۶۰۰ دانشگاه برتر جهان قرار دارد و براساس نظامِ رتبه‌بندی QS در سال ۲۰۲۲، این دانشگاه در رتبه ۵۱۱–۵۲۰ دانشگاه برتر دنیا قرار دارد و اولین دانشگاه برتر ترکیه می‌باشد. این دانشگاه در سال ۲۰۲۳ موفق شد تا رتبه ۳۵۱ تا ۴۰۰ را در میان دانشگاه‌های جهان کسب کند.

## نگارخانه

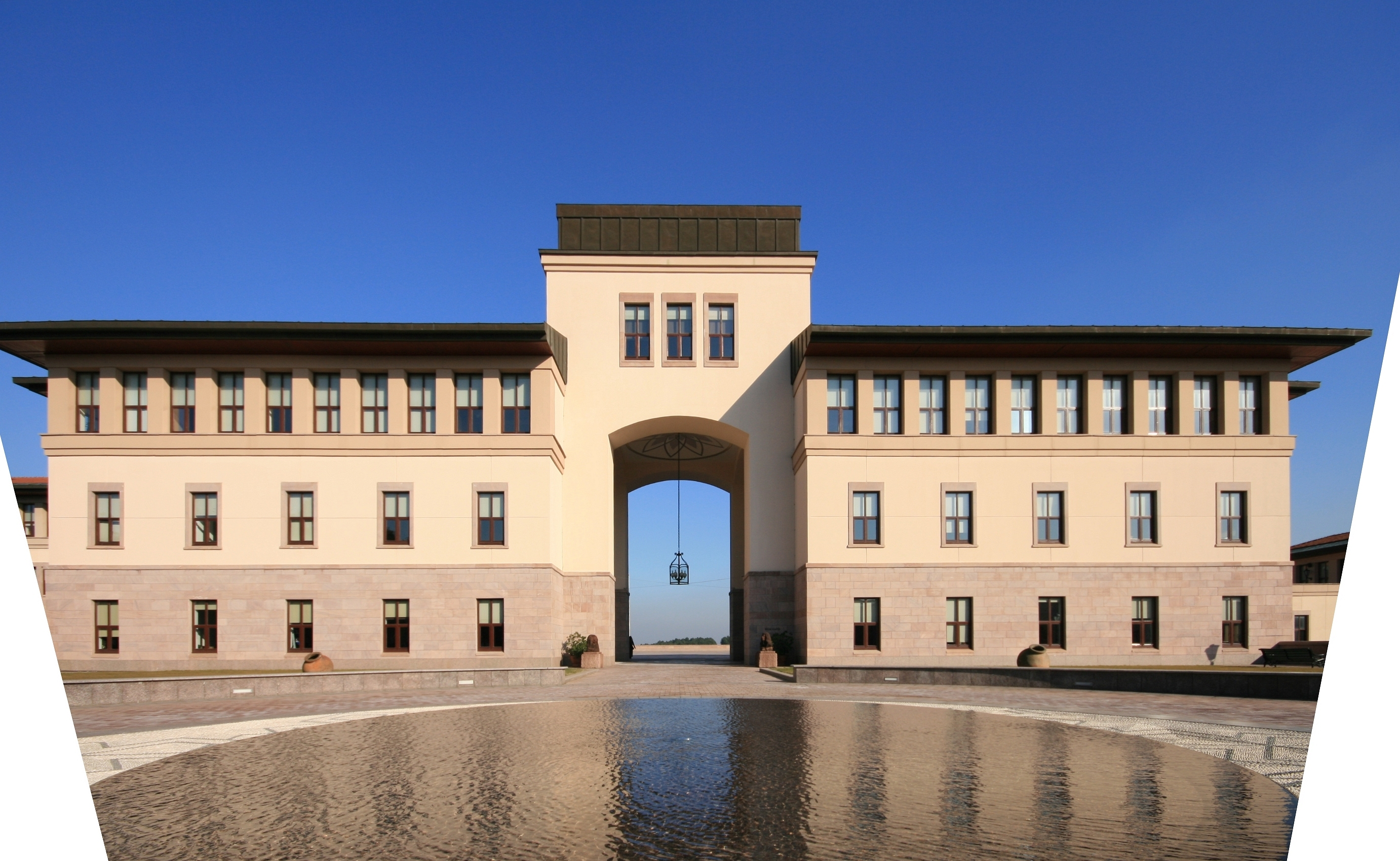
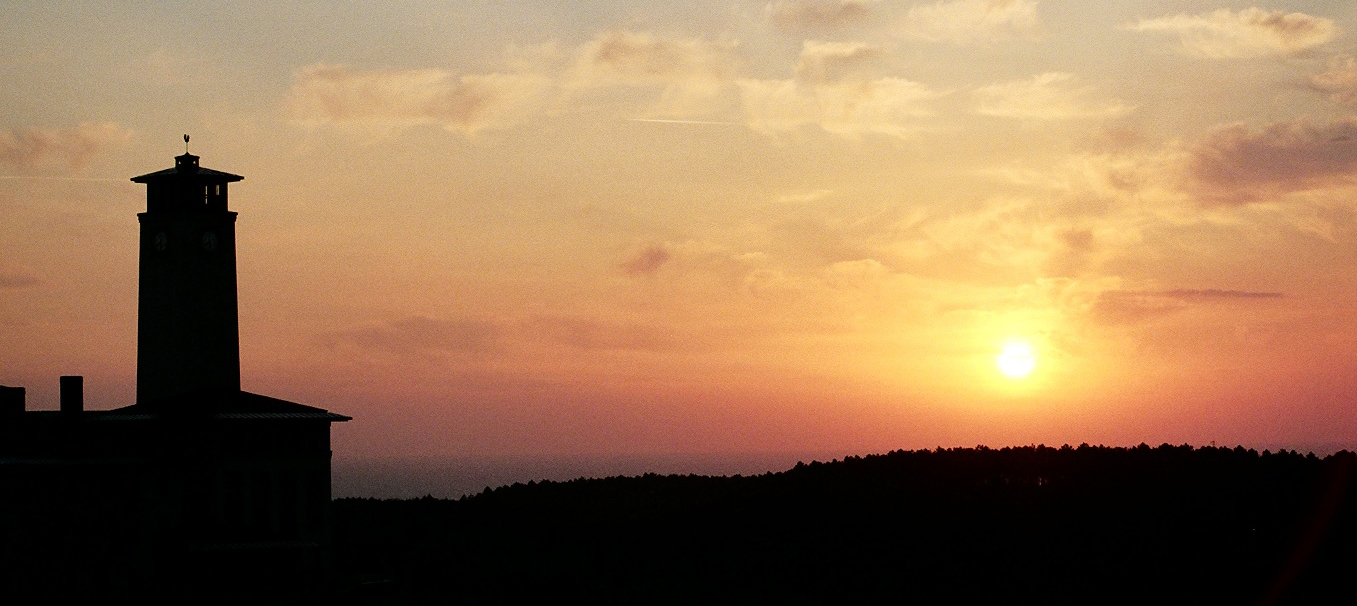
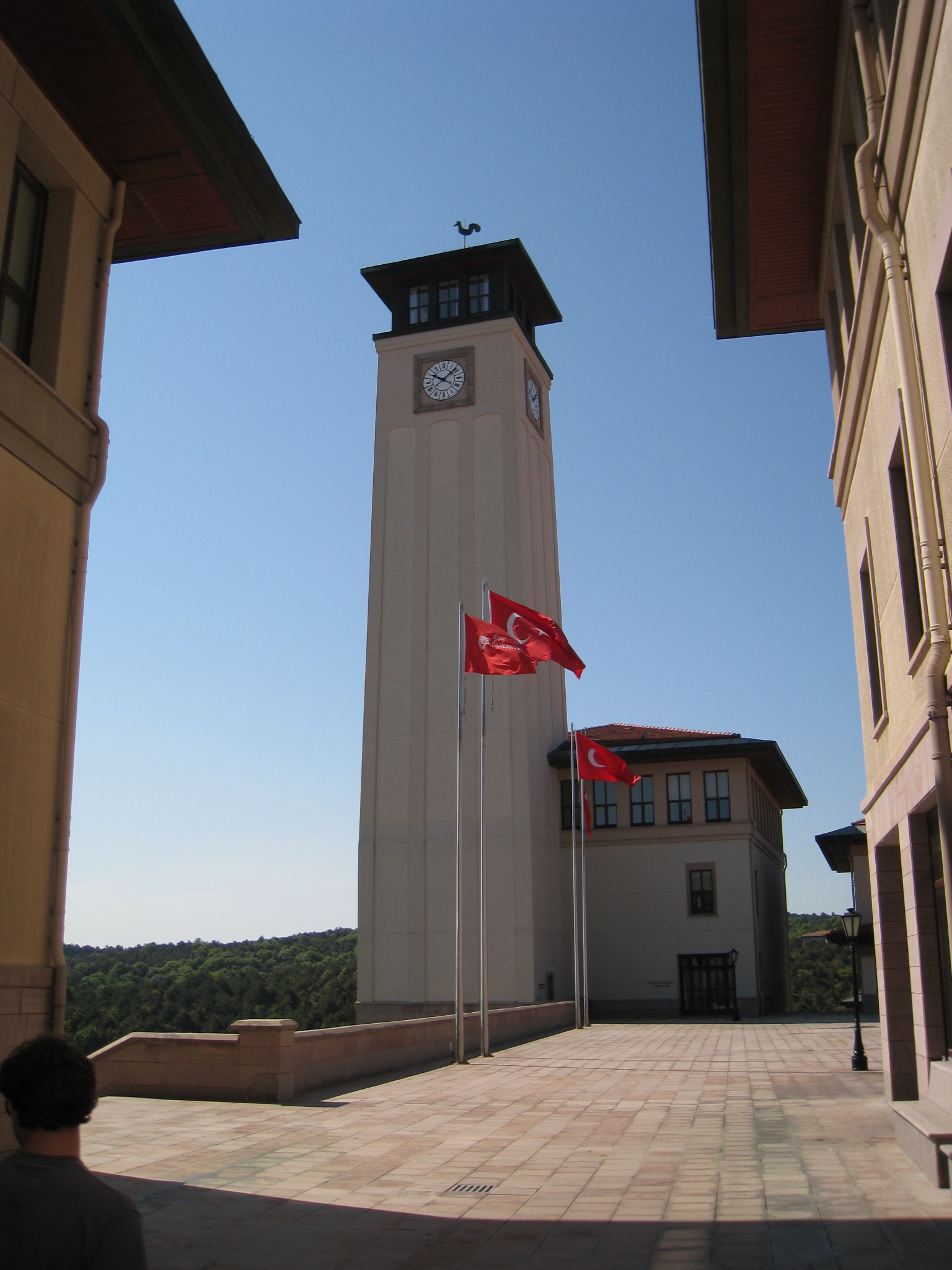
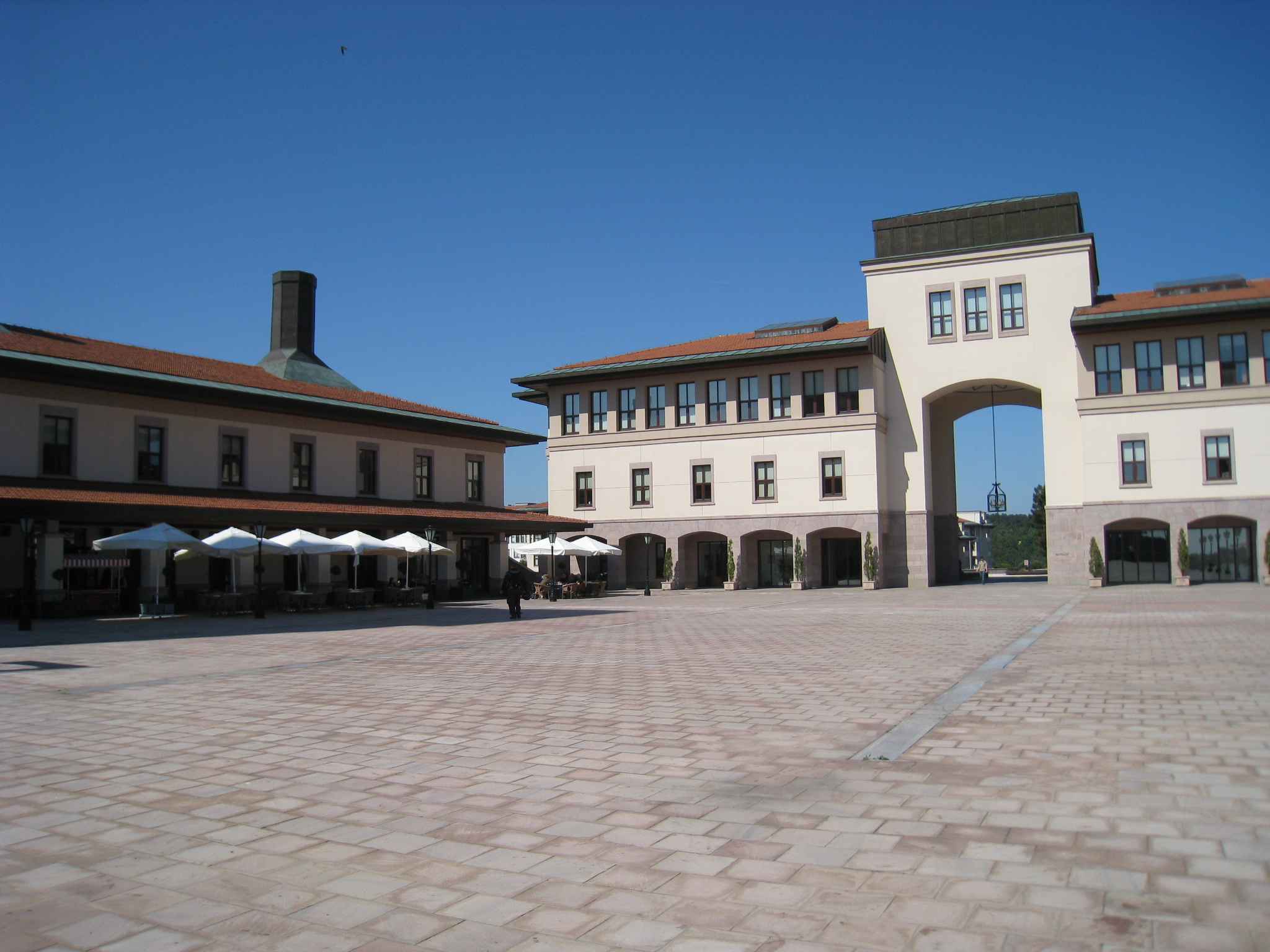
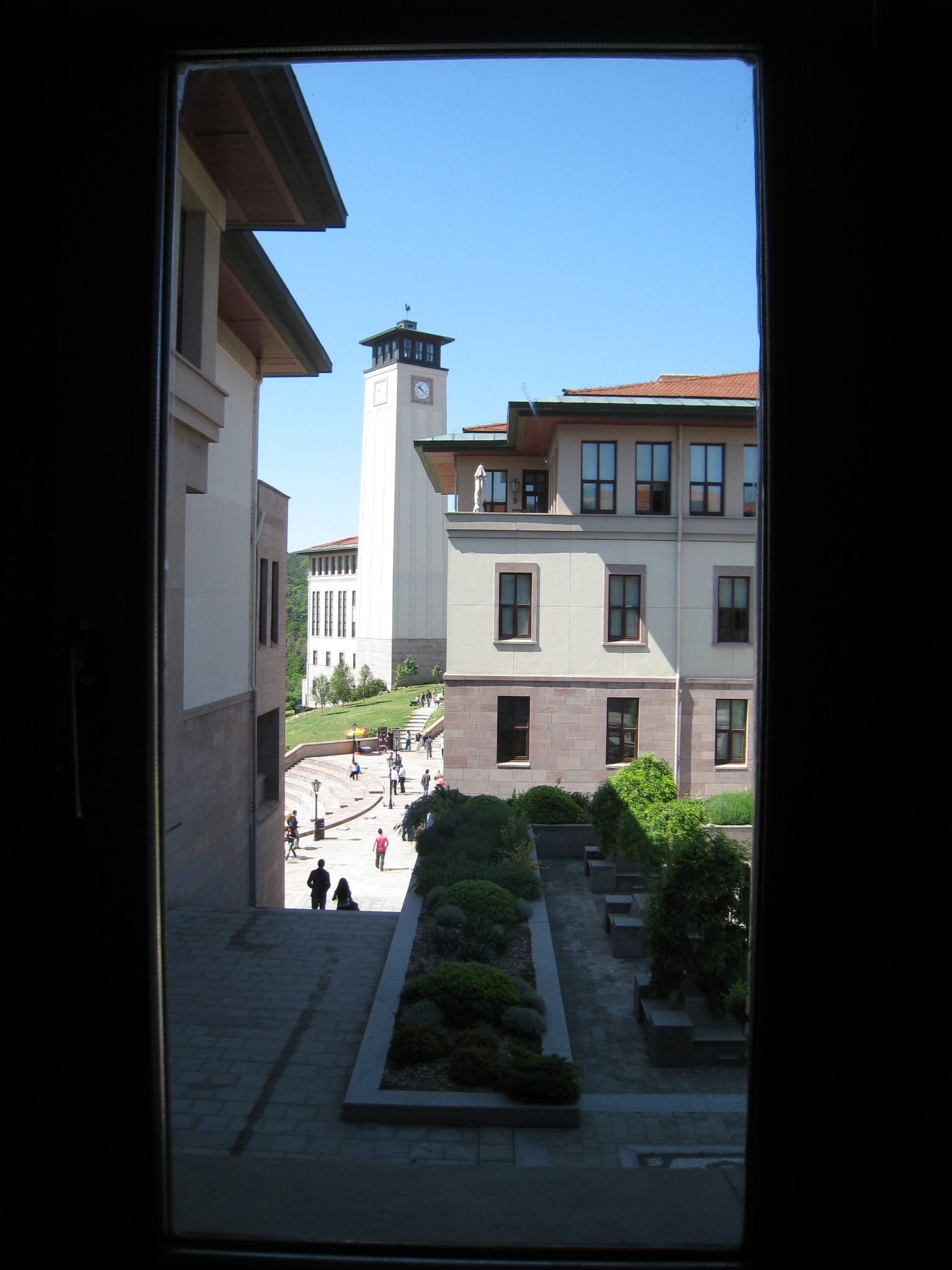
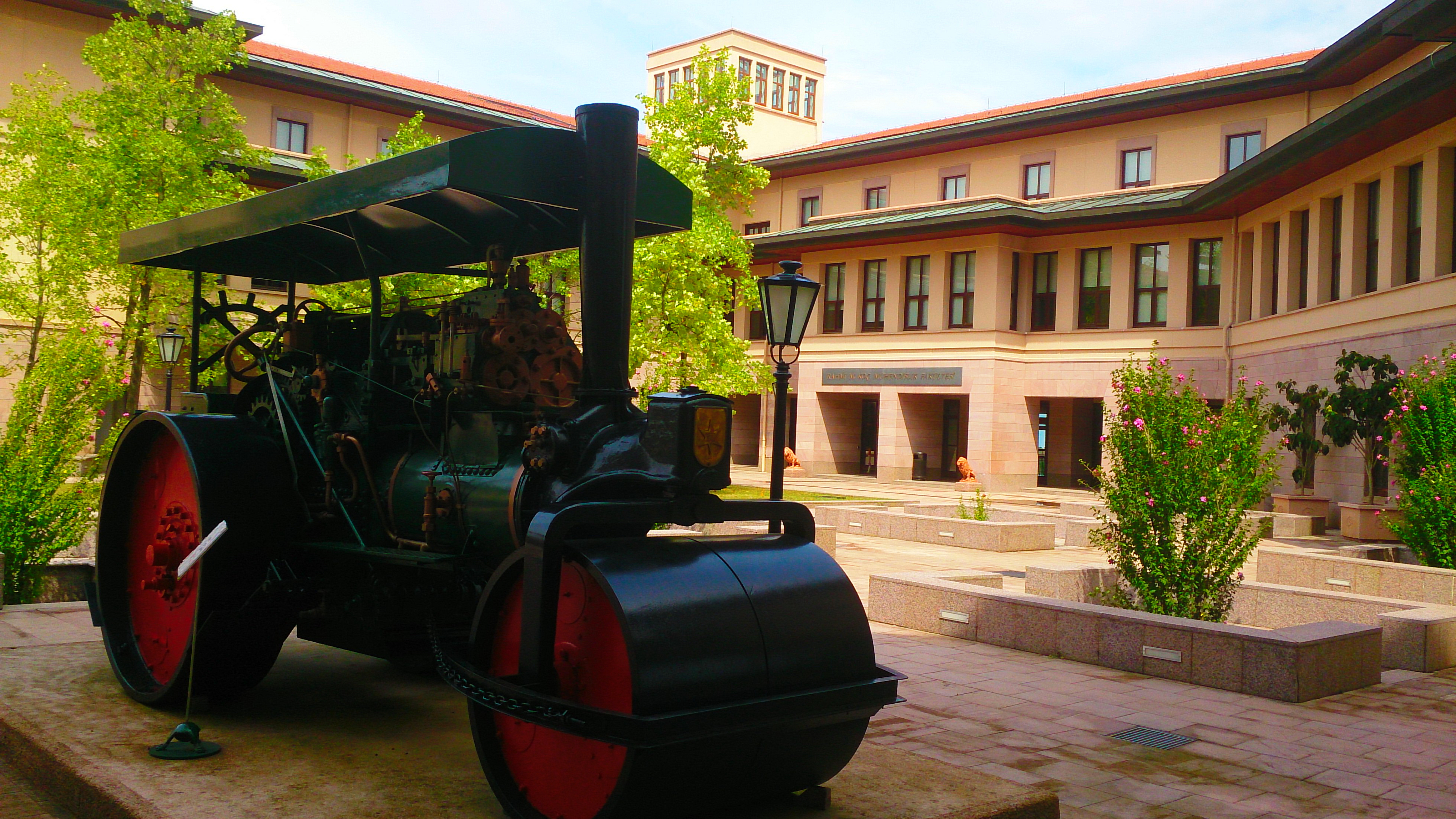

## دانشکده‌ها
دانشکده‌های دانشگاه کوچ عبارتند از:
- کالج اقتصاد و علوم مدیرتی
- کالج علوم
- کالج علوم اجتماعی و علوم انسانی
- کالج مهندسی
- دانشکده حقوق
- دانشکده پزشکی
- دانشکده پرستاری
- دانشکده علوم و مهندسی
- دانشکده علوم انسانی
- دانشکده علوم بهداشت